# Trivirostra natalensis
Trivirostra natalensis is een slakkensoort uit de familie van de Triviidae. De wetenschappelijke naam van de soort is voor het eerst geldig gepubliceerd in 1932 door Schilder.